# Диоцез Рио-Гранде
Диоцез Рио-Гранде (англ. Diocese of the Rio Grande) — епархия в составе VII церковной провинции Епископальной церкви в США. Епархия основана в 1952 году на территории штата Нью-Мексико и юго-запада штата Техас. Занимает площадь в 397 290 км2 и включает 63 прихода. Численность регулярных прихожан составляет около 15 000 человек. В настоящее время епархией управляет епископ Майкл Брюкель-Ханн. Главный храм епархии — собор Святого Иоанна в Альбукерке.

## История
В 1859 году на Генеральной конвенции Епископальной церкви территория Нью-Мексико была включена в состав Миссионерского округа Северо-Запада, которым в то время руководил Джозая Крукшэнк Тэлбот. В 1863 году Тэлбот посетил Нью-Мексико и провёл богослужения в Форт-Юнионе, Санта-Фе и Таосе. В 1871 году территорию посетил преподобный Джордж Максвелл Рэндалл из Миссионерского округа Колорадо, Нью-Мексико и Вайоминга и провёл богослужения в Санта-Фе и Месилье.
В 1874 году Генеральная конвенция Епископальной церкви одобрила создание Миссионерского округа Нью-Мексико и Аризоны и назначила Уильяма Форбса Адамса его главой. После рукоположения в епископы 17 января 1875 года Адамс отправился на место своего служения, вместе с капелланом Генри Форрестером. 4 марта 1875 года они провели первое богослужение в Альбукерке и основали приход. Однако вскоре Адамс покинул Нью-Мексико и 15 октября 1875 года подал в отставку с поста епископа. Попечение над Миссионерским округом Нью-Мексико и Аризоны было возложено на капеллана Генри Форрестера, который основал собор Святого Павла в Лас-Вегасе, ставший центром округа. Впоследствии им были основаны миссионерские посты ещё в 15 городах.
В 1877 году Генеральная конвенция Епископальной церкви доверила надзор за территориями Вайоминга и Нью-Мексико епископу Джону Франклину Сполдингу, второму епископу-миссионеру Колорадо. В 1880 году Генеральная конвенция Епископальной церкви избрала Джорджа Келли Дэнлопа епископом-миссионером территорий Аризоны и Нью-Мексико. В 1880 году в Альбукерке состоялся Первый конгресс Миссионерского округа Нью-Мексико и Аризоны. Данлоп назначил преподобного Генри Форрестера настоятелем конгрегации в Альбукерке. Усилиями последнего в 1882 году в городе была построена каменная церковь Святого Иоанна.
В 1888 году новым главой Миссионерского округа Нью-Мексико и Аризоны стал Джон Миллс Кендрик, который умер на кафедре 16 декабря 1911 года после двадцати трёх лет службы. При нём 1892 году Генеральная конвенция учредила Миссионерский округ Нью-Мексико в границах территории Нью-Мексико. В 1895 году Генеральная конвенция включила в его состав территорию юго-западного Техаса. 6 февраля 1923 года округ стал называться Миссионерским округом Нью-Мексико и Юго-Западного Техаса. В 1927 году церковь Святого Иоанна в Альбукерке получила статус кафедрального собора. В 1952 году миссионерский округ стал Епископальной епархией Нью-Мексико и Юго-Западного Техаса, а в 1973 году — Епископальной епархией Рио-Гранде. В 1978 году церковь Святого Климента в Эль-Пасо получила статус со-кафедрального собора.
Избрание епископом епархии в 1989 году консерватора Теренса Келшоу привело к усилению позиций консерваторов в диоцезе, особенно тех, кто говорил о важности традиционных ценностей в вопросах сексуальной морали. При нём епархия Рио-Гранде стала одной из самых консервативных епархий Епископальной церкви. Впоследствии Келшоу покинул Епископальную церковь по причине рукоположения в священники гомосексуалов, не соблюдающих целибат, и перешёл в церковь Уганды, а после в Англиканскую церковь в Северной Америке, проповедующие крайне консервативные взгляды. Новым епископом в 2004 году стал Джефри Нил Стинсон, принадлежавший к близкой к католицизму высокой церкви. Он также придерживался консервативных взглядов. В сентябре 2007 года Стинсон подал в отставку с поста епископа и перешёл в Римско-католическую церковь.
После него управление диоцезом было возложено на Постоянный комитет, в помощники которому с марта 2008 года был назначен епископ на покое Уильям Карл Фрей, ранее возглавлявший диоцезы Гватемалы и Колорадо. После продолжительных консультаций, 24 апреля 2010 года, состоялось предвыборное собрание, на котором новым епископом диоцеза Рио-Гранде был избран Майкл Луис Воно, настоятель собора Святого Павла в стенах в Риме. 22 октября 2010 года он принял епископскую хиротонию. 2 мая 2018 года новым епископом диоцеза Рио-Гранде был избран каноник Майкл Бюркель-Ханн.